# Hanna-Maria Seppälä
Hanna-Maria Seppälä - (13 de diciembre de 1984 en Kerava, Finlandia), con 1'73 m de altura y  64 kg de peso, es una nadadora finlandesa especialista en pruebas de velocidad y campeona del mundo de 100 metros libres en Barcelona 2003.
Procede de una familia de nadadores, y empezó a practicar este deporte con 5 años en el Club Keravan Uimarit de su localidad natal.
Con solo 15 años participó en los Juegos Olímpicos de Sídney 2000, donde fue la deportista finlandesa más joven. Ese mismo año se proclamó en Dunkerque campeona de Europa de 50 y 100 metros libres en categoría júnior.
El mayor éxito de su carrera deportiva hasta el momento es la medalla de oro en los 100 libres en los Campeonatos del Mundo de Barcelona 2003, donde batió a la australiana Jodie Henry y a la estadounidense Jenny Thompson.
También ha sido dos veces campeona de Europa de los 100 m estilos en piscina corta, en Trieste 2005 y Helsinki 2006.
Otro de sus éxitos importantes es la medalla de plata en los 100 m estilos de los mundiales en piscina corta de Shanghái 2006.
Actualmente es una de las mejores nadadoras europeas y una de las deportistas más populares en su país.

## Resultados
| Año  | Competición                            | Lugar                 | Puesto | Marca                               |
| ---- | -------------------------------------- | --------------------- | --- | ----------------------------------- |
| 1999 | Campeonatos de Europa Júnior           | Moscú, Rusia          | 3.ª en 50 m libres 4.ª en 100 m libres                                                                           | 26,48 57,69                         |
| 2000 | Campeonatos del Mundo en Piscina Corta | Atenas, Grecia        | 8.ª en 100 m estilos                                                                                             | 1:03,84                             |
| 2000 | Campeonatos de Europa en Piscina Larga | Helsinki, Finlandia   | 14.ª en 50 m libres 12.ª en 100 m libres                                                                         | 26,24 56,72                         |
| 2000 | Campeonatos de Europa Júnior           | Dunkerque, Francia    | 1.ª en 50 m libres 1.ª en 100 m libres                                                                           | 26,07 56,69                         |
| 2000 | Juegos Olímpicos                       | Sídney, Australia     | 28.ª en 50 m libres 18.ª en 100 m libres                                                                         | 26,21 56,68                         |
| 2000 | Campeonatos de Europa en Piscina Corta | Valencia, España      | 5.ª en 100 m estilos                                                                                             | 1:02,63                             |
| 2001 | Campeonatos del Mundo en Piscina Larga | Fukuoka, Japón        | 29ª en 50 m libres 17.ª en 100 m libres                                                                          | 26,23 56,39                         |
| 2001 | Campeonatos de Europa en Piscina Corta | Amberes, Bélgica      | 5.ª en 50 m libres 8.ª en 100 m estilos                                                                          | 25,04 1:02,88                       |
| 2002 | Campeonatos de Europa en Piscina Larga | Berlín, Alemania      | 14.ª en 50 m libres 11.ª en 100 m libres                                                                         | 26,03 55,84                         |
| 2002 | Campeonatos de Europa en Piscina Corta | Riesa, Alemania       | 6.ª en 50 m libres 8.ª en 100 m estilos                                                                          | 25,25 1:03,13                       |
| 2003 | Campeonatos del Mundo en Piscina Larga | Barcelona, España     | 10.ª en 50 m libres 1.ª en 100 m libres                                                                          | 25,39 54,37                         |
| 2003 | Campeonatos de Europa en Piscina Corta | Dublín, Irlanda       | 5.ª en 50 m libres 3.ª en 100 m libres                                                                           | 24,79 53,46                         |
| 2004 | Campeonatos del Mundo en Piscina Corta | Indianápolis, EE. UU. | 16.ª en 50 m libres 5.ª en 100 m libres 4.ª en 100 m estilos 19.ª en 100 m espalda                               | 25,42 54,39 1:01,23 1:03,13         |
| 2004 | Campeonatos de Europa en Piscina Larga | Madrid, España        | 12.ª en 50 m libres 7.ª en 100 m libres 17.ª en 100 m espalda 11.ª en 4 x 100 m libres 13.ª en 4 x 100 m estilos | 25,88 55,36 1:04,82 3:57,40 4:23,00 |
| 2004 | Juegos Olímpicos                       | Atenas, Grecia        | 24ª en 50 m libres 12.ª en 100 m libres                                                                          | 26,01 55,59                         |
| 2004 | Campeonatos de Europa en Piscina Corta | Viena, Austria        | 10.ª en 50 m libres 8.ª en 100 m libres 6.ª en 100 m estilos 7.ª en 4x50 m estilos                               | 25,34 55,07 1:02,23 1:52,85         |
| 2005 | Campeonatos del Mundo en Piscina Larga | Montreal, Canadá      | 14.ª en 50 m libres 9.ª en 100 m libres                                                                          | 25,70 55,32                         |
| 2005 | Campeonatos de Europa en Piscina Corta | Trieste, Italia       | 5.ª en 50 m libres 2.ª en 100 m libres 1.ª en 100 m estilos                                                      | 24,65 53,36 1:00,71                 |
| 2006 | Campeonatos del Mundo en Piscina Corta | Shanghái, China       | 6.ª en 50 m libres 4.ª en 100 m libres 2.ª en 100 m estilos 20.ª en 50 m braza                                   | 24,87 53,78 1:00,74 32,67           |
| 2006 | Campeonatos de Europa en Piscina Larga | Budapest, Hungría     | 15.ª en 50 m libres 5.ª en 100 m libres 26ª en 50 m mariposa 31.ª en 100 m mariposa 12.ª en 4 x 100 m estilos    | 25,66 55,05 27,74 1:02,26 4:20,79   |
| 2006 | Campeonatos de Europa en Piscina Corta | Helsinki, Finlandia   | 3.ª en 50 m libres 4.ª en 100 m libres 1.ª en 100 m estilos 7.ª en 4 × 50 m estilos                              | 24,57 53,29 1:00,45 1:50,99         |